# Konstitutionen von Melfi

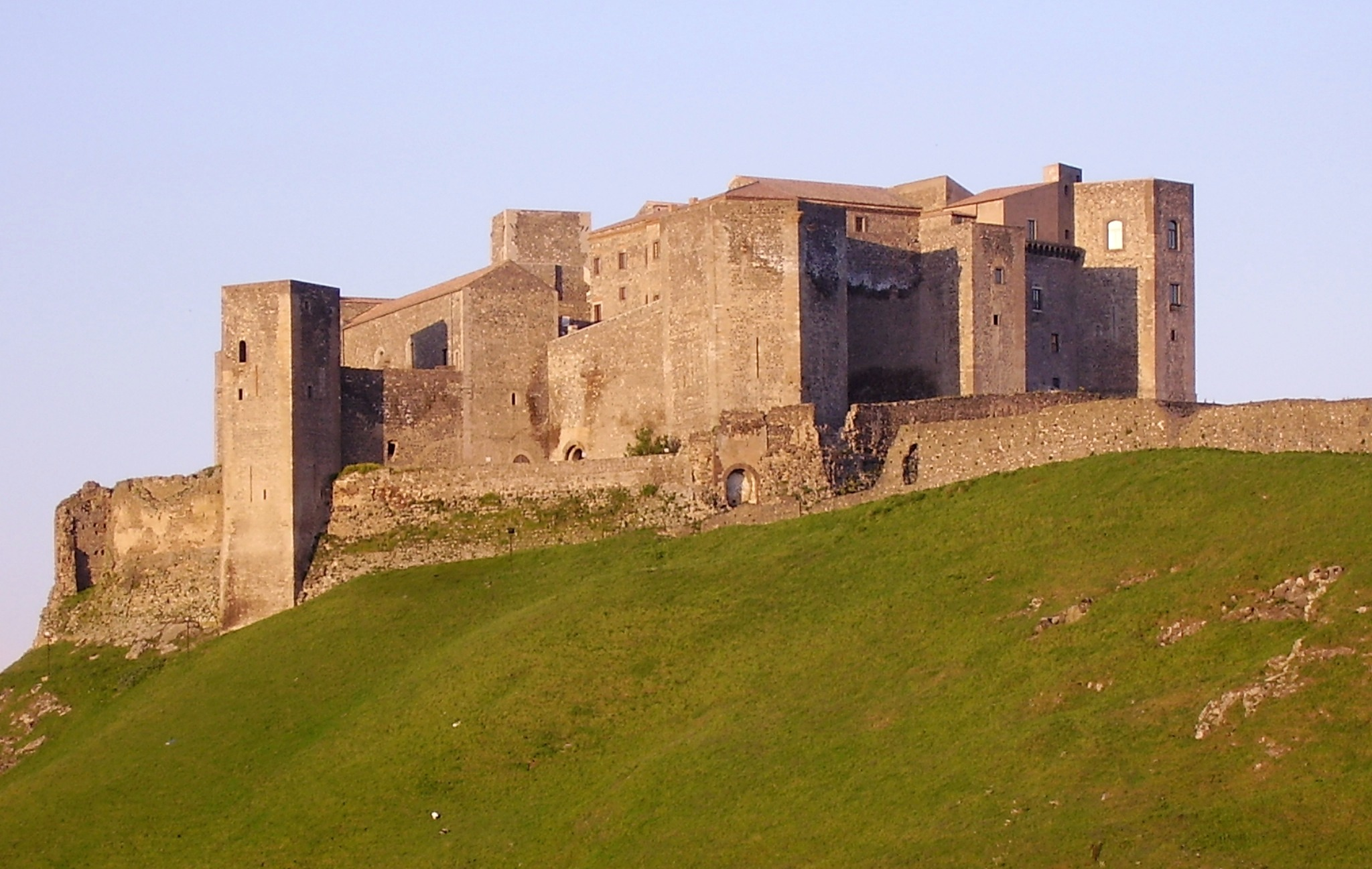
Die Stauferburg von Melfi

Die Konstitutionen von Melfi (lateinisch Constitutiones Regni Siciliae, auch Liber Augustalis) sind eine von Friedrich II. 1231 erlassene Gesetzessammlung für das Königreich Sizilien.
Die Konstitutionen erfüllten mehrere Funktionen. Neben dem offensichtlichen Zweck, das bis dahin nicht exakt und umfassend kodifizierte Recht Siziliens festzuschreiben, nutzte Friedrich das Gesetzeswerk vor allem als Kampfinstrument in der Auseinandersetzung mit dem Papst. Darüber hinaus stellte der Kaiser sich damit in die Tradition der römischen Kaiser, insbesondere Justinians, und legitimierte seinen Machtanspruch.
Auslöser für die Arbeiten an den Konstitutionen von Melfi waren Gerüchte, denen zufolge der katalanische Dominikaner Raimund von Penyafort im Auftrag des Papstes eine ähnliche Sammlung erstelle. Friedrich II. wollte ihm zuvorkommen, um dadurch die juristische Hoheit über Sizilien zu gewinnen und sich wie andere Herrscher seiner Zeit als Gesetzgeber zu profilieren. Der Zeitdruck bei der Erstellung der Konstitutionen hatte zur Folge, dass 1232 und 1233 jeweils Änderungen an ihnen vorgenommen werden mussten. Maßgeblich daran beteiligt war wohl Petrus de Vinea.
Durchgehendes Motiv des Gesetzeswerks ist die Ausrichtung von Recht und Verwaltung auf den König und seine Beamten sowie die Sicherung der königlichen Einnahmen. Wo sie mit dem königlichen Machtanspruch nicht kollidierten, wurden die Rechte des Adels gestärkt sowie juristische Prozesse beschleunigt.
Wichtigste Einzelregelungen waren das Verbot der gewaltsamen Selbsthilfe und die Einschränkung des Gerichtswesens der Stände. Der königlichen Justiz sprach das Gesetzeswerk das alleinige Recht zur Strafverfolgung zu, auch in Fällen, die an das kirchliche Recht grenzten, beispielsweise Ehebruch, Gotteslästerung oder Glücksspiel. Im sogenannten „Edikt von Salerno“ erfolgte, ausgehend vom Lehr- und Forschungsbetrieb an der Medizinschule von Salerno, dessen Inhalte Eingang in das die Medizinalgesetzgebung erst ermöglichende Antidotarium Nicolai fanden, die gesetzliche Abgrenzung des Ärztestandes vom Apothekerwesen. Die einzelnen Regelungen wurden aus dem byzantinischen, kanonischen, langobardischen, normannischen und römischen Recht übernommen.
Soweit in den Konstitutionen nichts anderes bestimmt wurde, galten die Rechte der verschiedenen Volksgruppen weiter. Übernommen wurde die Gesetzgebung Rogers II. (Assisen von Ariano), der Könige Wilhelm I. und Wilhelm II. sowie die von Friedrich selbst verkündeten Assisen von Capua. Die Konstitutionen galten im Königreich Neapel bis 1809, in Sizilien bis 1819.
Für Knut Görich gelten die Konstitutionen von Melfi als „programmatische[s] Bekenntnis zum geschriebenen Recht gegenüber ungeschriebenen Rechtsgewohnheiten“. Görich führt dies vor allem auf süditalienischen Einfluss zurück.